# Piove di Sacco
Piove di Sacco est une commune italienne de la province de Padoue, dans la région de Vénétie.

## Administration
| Période | Période  | Identité            | Étiquette       | Qualité |
| ------- | -------- | ------------------- | --------------- | ------- |
| 1999    | 2004     | Carlo Valerio       | Centro Destra   |         |
| 2004    | 2009     | Mario Crosta        | Centro Sinistra |         |
| 2009    | 2013     | Alessandro Marcolin | Centro Destra   |         |
| 2013    | En cours | Davide Gianella     | Centro Sinistra |         |

### Hameaux
Corte, Tognana, Arzerello.

### Communes limitrophes
Arzergrande, Brugine, Campagna Lupia, Campolongo Maggiore, Codevigo, Pontelongo, Sant'Angelo di Piove di Sacco.